# Мушнов, Иннокентий Степанович
Иннокентий Степанович Мушнов (1889—1962) — советский военный деятель, начальник артиллерийского управления ВМФ СССР, начальник управления береговой обороны ВМФ СССР, генерал-лейтенант береговой службы (1940), генерал-лейтенант артиллерии (1952).

## Биография

Могила Мушнова на Новодевичьем кладбище Москвы.

В Красной Армии с 1918, в ВКП(б) с 1919, в РККФ с 1921. В 1920 окончил 1-е Московские артиллерийские курсы, в 1924 — Высшую артиллерийскую школу в Детском Селе, в 1928 — Курсы усовершенствования высшего начальствующего состава при Военно-морской академии им. К. Е. Ворошилова. Участник Первой мировой и Гражданской войн. Служил в частях Красной Армии на артиллерийских должностях. В 1932—1933 — командующий и комиссар Береговой обороны Морских сил Балтийского моря, в 1933—1937 — комендант и комиссар Кронштадтского укреплённого района. С 1937 — помощник командующего Балтийским флотом по материальному обеспечению.
В 1938—1939 — начальник Управления вооружения и снабжения боеприпасами, в 1939—1941 — начальник Артиллерийского управления ВМС РККА. В начале Великой Отечественной войны командовал Научно-испытательным морским артиллерийским полигоном. Защитник Ленинграда. В 1942 исполнял должность командира военно-морской крепости Кронштадт, был комендантом Кронштадтской военно-морской базы. Командир Кронштадтской военно-морской базы Балтийского флота с 1 мая по 19 июня 1942.  С октября 1942 по январь 1943 — комендант главной военно-морской базы Балтийского флота. Начальник управления береговой обороны ВМФ СССР с января 1943 по ноябрь 1948. В послевоенные годы служил в инспекции Министерства обороны СССР. С 1956 в отставке. Похоронен в Москве на Новодевичьем кладбище.

### Звания
- Комбриг (26 ноября 1935);[5][6]
- Комкор (9 апреля 1939);
- Генерал-лейтенант (4 июня 1940)[5][7].

### Награды
- Орден Ленина;
- 4 Ордена Красного Знамени;
- Орден Красной Звезды;
- Орден Отечественной войны 1-й степени;
- Орден Нахимова 1-й степени (28.06.(10.07.)1945 за № 52);[8]
- Медали СССР.

### Семья
Сын — Борис Иннокентьевич Мушнов.